# Helvetische Terra Sigillata-Imitation
Als  helvetische Terra Sigillata-Imitation wird  eine Keramikgattung bezeichnet, die in römischen Töpfereien in Helvetien in der Herstellungstechnik der späten Latènezeit produziert wurde und arretinische oder südgallische Terra-Sigillata-Vorbilder formal nachahmt. Die helvetische Terra Sigillata-Imitation wurde von der spätaugusteischen Zeit bis ins 2. Jahrhundert n. Chr. produziert und ist vor allem in der Schweiz verbreitet, aber auch im angrenzenden Südwestdeutschland und Österreich. Der Begriff wurde 1945 von Walter Drack eingeführt.

## Verbreitung
Der grösste Anteil an gefundenen Terra Sigillata-Imitationen stammt aus Vindonissa, Augusta Raurica und Baden AG. Durch die Töpferpunzen auf den Terra Sigillata-Imitationen ist eine weite Verbreitung innerhalb der Schweiz festzustellen. Töpfereibetriebe oder Funde, die auf die Produktion von Terra Sigillata-Imitationen schliessen lassen, wie beispielsweise Öfen, Fehlbrände oder Anhäufungen von Scherben wurden jedoch in der Schweiz nicht gefunden. Durch die geografische Verbreitung der unterschiedlichen Techniken kann man jedoch an gewissen geografischen Orten während einer gewissen Zeit Fabrikationszentren vermuten. Als Beispiel: Die rote Herstellungstechnik muss im Nordwesten fabriziert worden sein, da sie dort am häufigsten auftrat.

## Typologie
Walter Drack definierte einzelne Typen der  helvetischen Terra Sigillata-Imitationen. Da die Imitationen den Ursprung immer in der originalen Terra Sigillata finden, kann man Parallelen zu der arretinischen oder südgallischen Sigillata ziehen. So wird auch jedem „Drack“-Typen ein „Dragendoff“-Typ oder ein anderer Terra Sigillata-Typ zugeordnet. Zum Formenspektrum gehören daher auch dieselben Formen, wie zur Terra Sigillata: Teller, Schalen, Tassen und Schüsseln.